# Harry Martinson-priset
Harry Martinson-priset är ett pris som delas ut av Olofströms kommun i samarbete med Harry Martinson-sällskapet. Prissumman är på 83 950 kr och delas ut i samband med Harry Martinson-sällskapets årsmöten i Jämshög.
Priset, som ska tilldelas "den, de eller den organisation som i Harry Martinsons anda verkar för att värna om den lokala och globala miljön, arbetat aktivt för fred mellan människor och fred mellan människa och natur eller odlar eftertanken och poesin som centrala livskvaliteter", började delas ut 2008 och delas ut vartannat år.

## Pristagare[1]
- 2008 – Jan Eliasson, diplomat och politiker
- 2010 – Christian Azar, fysiker och miljöforskare
- 2012 – Vetenskap och folkbildning, förening
- 2014 – Nina Björk, författare
- 2016 – Ulf Danielsson, professor i teoretisk fysik
- 2018 – Eva Ström, författare och läkare[4]
- 2020 – Helena Granström, författare och kulturskribent[2][5]
- 2022 – Stefan Sundström, musiker och klimatklok odlingsfantast[6][7]
- 2024 – Sverker Sörlin, idéhistoriker, professor i miljöhistoria och författare [8]

## Stora Harry Martinson-priset
Föregångaren till Harry Martinson-priset var Stora Harry Martinson-priset, ett litterärt pris på 50 000 kronor som årligen delades ut av Harry Martinson-sällskapet. Priset är sedan 1998 vilande, men 2004 delades ett jubileumspris ut.
Pristagare av Stora Harry Martinson-priset
- 1986 – Peter Nilson
- 1987 – Göran Printz-Påhlson
- 1988 – Sonja Erfurth
- 1989 – Björn Gillberg
- 1990 – Werner Aspenström
- 1991 – Lars Gyllensten
- 1992 – Kristin Olsoni och Martin Kurtén
- 1993 – Sara Lidman
- 1994 – Ingvar Holm
- 1995 – Gunnar Brusewitz
- 1996 – Inget pris delades ut
- 1997 – Johan Wrede
- 2004 – Stefan Edman (jubileumspris)